# 판타스틱 자살소동
"판타스틱 자살소동"은 2007년에 개봉한 대한민국의 영화이다.

## 캐스팅
암흑속의 세사람
- 한여름 : 지나 역
- 타블로 : 민호 역
- 김가연 : 양호선생님 역
- 박휘순 : 학생주임 역
- 김용진 : 불량학생 역
- 성혁 : 119요원 역 (우정출연)
- 곽재원 : 119요원 역 (우정출연)
- 이현정 : 지나 엄마 역 (우정출연)

날아라 닭
- 김남진 : 경찰 역
- 이혜상 : 묘령의 여자 역
- 정애화 : 여관주인 역
- 김수남 : 놈 1 역
- 김태수 : 놈 2 역
- 김경래 : 놈 3 역

해피버스데이
- 정재진 : 임춘봉 역
- 강인형 : 필립 역
- 호산 : 카페주인 역
- 다니엘 보세포엘 : 카우보이 1 역
- 톰 콜린스 : 카우보이 2 역
- 박진영 : 원장 역
- 심철종 : 태미 역
- 지병수 : 오만달 역
- 이수철 : 노인밴드 역
- 김상민 : 노인밴드 역
- 이정열 : 노인밴드 역
- 나성천 : 지미 역
- 마리 : 샌디 역